# Drive-In Saturday
Singles de David Bowie
The Jean Genie
(octobre 1972) Time
(avril 1973)
Pistes de Aladdin Sane
Aladdin Sane (1913–1938–197?)
(2) Panic in Detroit
(4)
Drive-In Saturday est une chanson de David Bowie parue en single en avril 1973 avec Around and Around (une reprise de Chuck Berry) en face B. Elle apparaît également sur l'album Aladdin Sane, sorti une semaine après le single.
Ses paroles, inspirées par les paysages désolés de l'Ouest américain que Bowie traverse en bus en décembre 1972, évoquent un monde post-apocalyptique dont les habitants ont oublié comment se reproduire et doivent regarder de vieux films pour le découvrir.
La chanson se classe no 3 des ventes au Royaume-Uni à sa sortie. Elle reste assez méconnue dans le catalogue de Bowie, au point que son biographe Nicholas Pegg n'hésite pas à parler à son sujet de « grand single oublié ».

## Histoire

### Composition et enregistrement
Le 1er novembre 1972, David Bowie se produit au Paramount Theatre de Seattle, dans le Washington. Le concert suivant du Ziggy Stardust Tour doit avoir lieu trois jours plus tard à Phoenix, dans l'Arizona. C'est en train que le chanteur effectue ce trajet avec ses musiciens et les autres membres de son entourage. Les paysages désolés qu'ils traversent lui inspirent les paroles de Drive-In Saturday. Avant même d'entrer en studio, il intègre cette nouvelle composition à son répertoire scénique et l'interprète pour la première fois le 17 novembre au Pirates World (en) de Dania, en Floride.
Drive-In Saturday est enregistrée le 9 décembre 1972 aux studios RCA de New York. Le même jour, Bowie enregistre sa version de All the Young Dudes, une chanson dont le groupe Mott the Hoople a fait un tube au Royaume-Uni quelques mois plus tôt. Il semble avoir proposé à Mott the Hoople de leur offrir également Drive-In Saturday, mais en fin de compte, le groupe ne l'enregistre pas, soit qu'ils aient refusé (selon Bowie), soit que Bowie ait retiré son offre (selon le groupe). Par la suite, Bowie prétend s'être rasé les sourcils de colère après que le groupe a refusé sa chanson. Que ce soit ou non vrai, ce changement d'apparence contribue à rendre encore plus frappant le personnage de Ziggy Stardust.

### Parution et accueil
RCA Records publie Drive-In Saturday en single le 6 avril 1973. Sa face B est une reprise de Round and Round de Chuck Berry enregistrée en 1971, pendant les séances de l'album The Rise and Fall of Ziggy Stardust and the Spiders from Mars dont elle avait été finalement écartée. Au Royaume-Uni, le 45 tours atteint la 3e place du hit-parade au début du mois de mai. En revanche, il n'est pas édité aux États-Unis.

### Postérité
Après la fin du Ziggy Stardust Tour, Bowie n'interprète plus que rarement Drive-In Saturday en concert. Elle fait partie de son répertoire scénique au début du Diamond Dogs Tour, en 1974, ainsi que lors du 'hours…' Tour, en 1999. Elle figure ainsi sur l'album VH1 Storytellers, enregistré lors du passage de Bowie dans cette émission en 1999 et publié en 2009.
Drive-In Saturday n'apparaît sur aucune compilation de Bowie avant le coffret de 1989 Sound + Vision. Pour Nicholas Pegg, c'est l'une des raisons pour laquelle cette chanson jouit d'une relative obscurité dans le catalogue du chanteur. Il n'hésite pas à la décrire comme son « grand single oublié ». Elle a été reprise par :
- Def Leppard sur l'album de reprises Yeah! en 2006 ;
- Morrissey en face B de la version vinyle du single All You Need Is Me (en) en 2007[8].

## Caractéristiques artistiques
Les paroles de Drive-In Saturday lui ont été inspirées par un paysage désolé des États-Unis, et notamment d'une vision nocturne où la lune brillait sur une série de dômes argentés. Il imagine la vie de survivants d'une apocalypse nucléaire qui ont perdu toute notion du sexe et doivent réapprendre à se reproduire en regardant d'anciens films. La chanson contient par ailleurs des allusions à Mick Jagger et Twiggy.
Musicalement, Drive-In Saturday est un mélange entre deux époques. Les chœurs, le saxophone et la réverbération sur la guitare rappellent les ballades doo-wop des années 1950, mais les sons stridents de synthétiseur ancrent fermement la chanson dans un futur technologique. La performance vocale de Bowie contribue à cette distanciation moqueuse,

## Fiche technique

### Chansons
| 1. | Drive-In Saturday | David Bowie | 4:30 |
| 2. | Round and Round   | Chuck Berry | 3:13 |

### Interprètes et équipe de production
- David Bowie : chant, guitare, Moog, saxophone, harmonica, arrangements, production
- Mick Ronson: guitare, piano, chœurs, arrangements
- Trevor Bolder : basse
- Mick Woodmansey : batterie
- Mike Garson : piano
- Ken Scott : production[12]

### Classements
| Classement                     | Meilleure place |
| ------------------------------ | --------------- |
| Irlande (IRMA)                 | 14              |
| Royaume-Uni (UK Singles Chart) | 3               |